# Oxysarcodexia timida
Oxysarcodexia timida är en tvåvingeart som först beskrevs av Aldrich 1916.  Oxysarcodexia timida ingår i släktet Oxysarcodexia och familjen köttflugor.
Artens utbredningsområde är Guatemala. Inga underarter finns listade i Catalogue of Life.